# Sophie Vercruyssen
Sophie Vercruyssen (Diest, 22 de febrero de 1992) es una deportista belga que compitió en bobsleigh. Es abiertamente lesbiana.
Ganó una medalla de plata en el Campeonato Europeo de Bobsleigh de 2016, en la prueba doble.

## Palmarés internacional
| Campeonato Europeo | Campeonato Europeo   | Campeonato Europeo | Campeonato Europeo |
| Año                | Lugar                | Medalla            | Prueba             |
| ------------------ | -------------------- | ------------------ | ------------------ |
| 2016               | Sankt Moritz (Suiza) | Medalla de plata   | Doble              |